# جاناتان لیتل
جاناتان لیتل (به انگلیسی: Jonathan Littell) زاده ۱۰ اکتبر سال ۱۹۶۷ (میلادی) میلادی نویسنده معاصر فرانسوی - آمریکایی است. نخستین رمان وی به زبان فرانسه با عنوان خیرخواهان برای وی جایزه گنکور سال ۲۰۰۶ میلادی را به ارمغان آورد. جاناتان فرزند رابرت لیتل متخصص ادبیات جاسوسی است.